# Зірчастий многогранник
Зірча́стий многогра́нник (зірча́сте ті́ло) — неопуклий многогранник, грані якого перетинаються між собою. Як і в незірчастих многогранників, грані попарно з'єднуються в ребрах (при цьому внутрішні лінії перетину не вважають ребрами).

## Термінологія
Зірчастою формою многогранника називають многогранник, отриманий продовженням граней даного многогранника через ребра до їх наступного перетину з іншими гранями по нових ребрах.
Правильний зірчастий многогранник — це зірчастий многогранник, гранями якого є однакові (конгруентні) правильні або зірчасті багатокутники. На відміну від п'яти класичних правильних многогранників (платонових тіл), ці многогранники не є опуклими тілами.
1811 року Оґюстен Коші встановив, що існують всього 4 правильних зірчастих тіла (їх називають тілами Кеплера — Пуансо), які не є з'єднаннями платонових і зірчастих тіл. До них належать відкриті 1619 року Йоганном Кеплером малий зірчастий додекаедр і великий зірчастий додекаедр, а також великий додекаедр і великий ікосаедр, відкриті 1809 року Луї Пуансо. Інші правильні зірчасті многогранники є або з'єднаннями платонових тіл, або з'єднаннями тіл Кеплера — Пуансо.
Напівправильні зірчасті многогранники — це зірчасті многогранники, грані яких є правильними або зірчастими багатокутниками, але не обов'язково однаковими. При цьому будова всіх вершин має бути однаковою (умова однорідності). Г. Коксетер, М. Лонге-Хіггінс і Дж. Міллер 1954 року перелічили 53 таких тіла і висунули гіпотезу про повноту свого списку. Тільки значно пізніше в 1969 році Сопов С. П. довів, що їхній список многогранників дійсно повний.
Багато форм зірчастих многогранників зустрічаються в природі. Наприклад, сніжинки — це плоскі проєкції зірчастих многогранників. Деякі молекули мають правильні структури об'ємних фігур.
На малюнках кожна грань для наочності пофарбована в інший колір.
|  |  |  |  |  |  |

Однорідні многогранники — правильні і напівправильні опуклі многогранники (платонові й архімедові тіла), правильні і напівправильні зірчасті многогранники разом називають однорідними многогранниками. У цих тіл всі грані є правильними багатокутниками (опуклими або зірчастими), а всі вершини однакові (тобто існують ортогональні перетворення многогранника в себе, які переводять будь-яку вершину в будь-яку іншу). Існує 75 однорідних многогранників.

## Тетраедр і куб
Тетраедр і гексаедр (куб) не мають зірчастих форм, оскільки їх грані при продовженні через ребра більше не перетинаються.

## Зірчастий октаедр
|  |

Існує тільки одна зірчаста форма октаедра. Зірчастий октаедр відкрив Леонардо да Вінчі, потім через майже 100 років заново відкрив Й. Кеплер і назвав Stella octangula — восьмипроменева зірка. Звідси ця форма має й другу назву: «stella octangula Кеплера»; по суті вона є з'єднанням двох тетраедрів.
|  |

## Зірчасті форми додекаедра
|  |

Додекаедр має 3 зірчасті форми: малий зірчастий додекаедр, великий додекаедр, великий зірчастий додекаедр (зірчастий великий додекаедр, завершальна форма). На відміну від октаедра, будь-яка з зірчастих форм додекаедра не є з'єднанням платонових тіл, а утворює новий многогранник.
|  |  |  |

У великого додекаедра гранями є п'яткутники, які сходяться по п'ять у кожній з вершин. У малого зірчастого і великого зірчастого додекаэдрів грані — п'ятипроменеві зірки (пентаграми), які в першому випадку сходяться по 5, а в другому по 3 грані в одній вершині.
Вершини великого зірчастого додекаедра збігаються з вершинами описаного додекаедра.

## Зірчасті форми ікосаедра
|  |

Ікосаедр має 59 зірчастих форм, з яких 32 мають повну, а 27 — неповну ікосаедричну симетрію, що довів Коксетер спільно з дю Валем, Флезером (H.T. Flather) і Петрі (John Flinders Petrie) із застосуванням правил обмеження, встановлених Дж. Міллером. Одна з цих зірчастих форм (20-а, модель 41 за Веннінґером), звана великим ікосаедром (див. рисунок), є одним з чотирьох правильних зірчастих многогранників Кеплера — Пуансо. Його гранями є правильні трикутники, які сходяться в кожній вершині по п'ять; ця властивість великого ікосаедра спільна з ікосаедром.
Серед зірчастих форм також є: з'єднання п'яти октаедрів, з'єднання п'яти тетраедрів, з'єднання десяти тетраедрів. Перша зірчаста форма — малий триамбічний ікосаедр.
|  |  |  |

Якщо кожну з граней продовжити необмежено, то тіло буде оточене великим розмаїттям відсіків — частин простору, обмежених площинами граней. Усі зірчасті форми ікосаедра можна отримати додаванням до початкового тіла таких відсіків. Не рахуючи самого ікосаедра, продовження його граней відокремлюють від простору 20 + 30 + 60 + 20 + 60 + 120 + 12 + 30 + 60 + 60 = 472 відсіки десяти різних форм і розмірів. Великий ікосаедр складається з усіх цих шматків, за винятком останніх шістдесяти. Наступна зірчаста форма — завершальна.
|  |

## Зірчасті форми кубооктаедра
|  |

Кубооктаедр має 4 зірчасті форми, що задовольняють обмеженням, введеним Міллером. Перша з них є з'єднанням куба і октаедра.
|  |  |  |  |

## Зірчасті форми ікосододекаедра
|  |

Ікосододекаедр має багато зірчастих форм, перша з яких — з'єднання ікосаедра й додекаедра.
|  |  |

Икосододекаедр має 32 грані, з яких 12 є правильними п'ятикутниками, а решта 20 — правильними трикутниками.

## Зведення до зірчастої форми
Під зведенням до зірчастої форми (ззірченням) мають на увазі процес побудови многогранника з іншого многогранника шляхом розширення його граней. Для цього через грані початкового многогранника проводять площини, розглядають різноманітні ребра, отримані внаслідок перетину цих площин, і вибирають відповідні.